# Сугаш (село)
Сугаш (рос. Сугаш) — село Усть-Коксинського району, Республіка Алтай Росії. Входить до складу Талдинського сільського поселення.
Населення — 540 осіб (2015 рік).